# Старий Радушець
Старий Радушець (пол. Stary Raduszec, нім. Alt Rehfeld) — село в Польщі, у гміні Кросно-Оджанське Кросненського повіту Любуського воєводства.
Населення — 484 особи (2011).
У 1975-1998 роках село належало до Зеленогурського воєводства.

## Демографія
Демографічна структура станом на 31 березня 2011 року:
|          | Загалом | Допрацездатний вік | Працездатний вік | Постпрацездатний вік |
| -------- | ------- | ------------------ | ---------------- | -------------------- |
| Чоловіки | 229     | 53                 | 162              | 14                   |
| Жінки    | 255     | 55                 | 157              | 43                   |
| Разом    | 484     | 108                | 319              | 57                   |